# Biatló als Jocs Olímpics d'hivern de 2010
Als Jocs Olímpics d'Hivern de 2010 celebrats a la ciutat de Vancouver (Canadà) es disputaren deu proves de biatló, cinc en categoria masculina i cinc més en categoria femenina.
Les proves es realitzaren entre els dies 13 i 26 de febrer de 2010 a les instal·lacions del Whistler Olympic Park.

## Comitès participants
Hi participaren un total de 205 biatletes, entre ells 106 homes i 99 dones, de 37 comitès nacionals diferents.
| - Alemanya (11) - Austràlia (1) - Àustria (4) - Belarús (9) - Bòsnia i Hercegovina (1) - Bòsnia i Hercegovina (2) - Bulgària (6) - Canadà (8) - Corea del Sud (2) - Croàcia (2) |  | - Dinamarca (1) - Eslovàquia (9) - Eslovènia (8) - Espanya (1) - Estats Units (9) - Estònia (9) - Finlàndia (4) - França (8) - Grècia (2) - Hongria (1) |  | - Itàlia (10) - Japó (2) - Kazakhstan (9) - Letònia (9) - Lituània (1) - Moldàvia (2) - Noruega (11) - Nova Zelanda (1) - Polònia (6) - Regne Unit (1) |  | - Txèquia (10) - Romania (5) - Rússia (11) - Sèrbia (1) - Suècia (10) - Suïssa (5) - Ucraïna (9) - R.P. de la Xina (5) |

## Resum de medalles

### Categoria masculina
| Prova                              | Or                                                                               | Argent                                                                          | Bronze                                                                   |
| 10 km. esprint Detalls             | Vincent Jay                                                                      | Emil Hegle Svendsen                                                             | Jakov Fak                                                                |
| 12,5 km. persecució Detalls        | Björn Ferry                                                                      | Christoph Sumann                                                                | Vincent Jay                                                              |
| 15 km. amb sortida massiva Detalls | Evgeny Ustyugov                                                                  | Martin Fourcade                                                                 | Pavol Hurajt                                                             |
| 20 km. Detalls                     | Emil Hegle Svendsen                                                              | Ole Einar Bjørndalen                                                            | No es cocedí                                                             |
| 20 km. Detalls                     | Emil Hegle Svendsen                                                              | Sergey Novikov                                                                  | No es cocedí                                                             |
| Equips Detalls                     | NoruegaHalvard Hanevold · Tarjei Bø · Emil Hegle Svendsen · Ole Einar Bjørndalen | ÀustriaSimon Eder · Daniel Mesotitsch · Dominik Landertinger · Christoph Sumann | RússiaIvan Tcherezov · Anton Shipulin · Maxim Tchoudov · Evgeny Ustyugov |

### Categoria femenina
| Prova                                | Or                                                                                  | Argent                                                                    | Bronze                                                                |
| 7,5 km. esprint Detalls              | Anastasiya Kuzmina                                                                  | Magdalena Neuner                                                          | Marie Dorin                                                           |
| 10 km. persecució Detalls            | Magdalena Neuner                                                                    | Anastasiya Kuzmina                                                        | Marie-Laure Brunet                                                    |
| 12,5 km. amb sortida massiva Detalls | Magdalena Neuner                                                                    | Olga Zaitseva                                                             | Simone Hauswald                                                       |
| 15 km. Detalls                       | Tora Berger                                                                         | Elena Khrustaleva                                                         | Darya Domracheva                                                      |
| Equips Detalls                       | RússiaSvetlana Sleptsova · Anna Bogaliy-Titovets · Olga Medvedtseva · Olga Zaitseva | FrançaMarie-Laure Brunet · Sylvie Becaert · Marie Dorin · Sandrine Bailly | AlemanyaKati Wilhelm · Simone Hauswald · Martina Beck · Andrea Henkel |

## Medaller
| Posició | País       | Or | Argent | Bronze | Total |
| 1       | Noruega    | 3  | 2      | 0      | 5     |
| 2       | Alemanya   | 2  | 1      | 2      | 5     |
| 3       | Rússia     | 2  | 1      | 1      | 4     |
| 4       | França     | 1  | 2      | 3      | 6     |
| 5       | Eslovàquia | 1  | 1      | 1      | 3     |
| 6       | Suècia     | 1  | 0      | 0      | 1     |
| 7       | Àustria    | 0  | 2      | 0      | 2     |
| 8       | Belarús    | 0  | 1      | 1      | 2     |
| 9       | Kazakhstan | 0  | 1      | 0      | 1     |
| 10      | Croàcia    | 0  | 0      | 1      | 1     |
|         |            |    |        |        |       |
| Total   | Total      | 10 | 11     | 9      | 30    |